# Empoasca phaseola
Empoasca phaseola är en insektsart som beskrevs av Paul W. Oman 1936. Empoasca phaseola ingår i släktet Empoasca och familjen dvärgstritar. Inga underarter finns listade i Catalogue of Life.